# 鉄騎
『鉄騎』（てっき）とは、Vertical Tank（VT）と呼ばれる架空の戦闘用二足歩行ロボットの操縦を再現するシミュレーションゲームである（公式発表ではジャンルは「操縦」となっている）。カプコンより2002年9月12日にXbox用ソフトとして発売された。海外ではSteel Battalionの名称で販売された。
2004年2月26日には、オンラインサービスXbox Liveに対応したネットワーク対戦モードを追加する拡張ソフト『鉄騎大戦』が発売された。また、新規エントリーのユーザーのために前作である『鉄騎』と、ボタンの色が青い改良型コントローラが同梱されたパッケージも同一価格の19,800円で同時発売された。
どちらも開発はカプコンとヌードメーカー。ディレクターは河野一二三、プロデューサーは稲葉敦志。題字は無印、大戦ともに森大衛。メカニカルデザインは大久保淳二。
東京ゲームショウ2010初日のマイクロソフトの発表にて、フロム・ソフトウェア×カプコンのコラボとして続編『重鉄騎』がKinect専用ソフトとして開発中であることが発表された。2012年6月21日発売。

## 概要

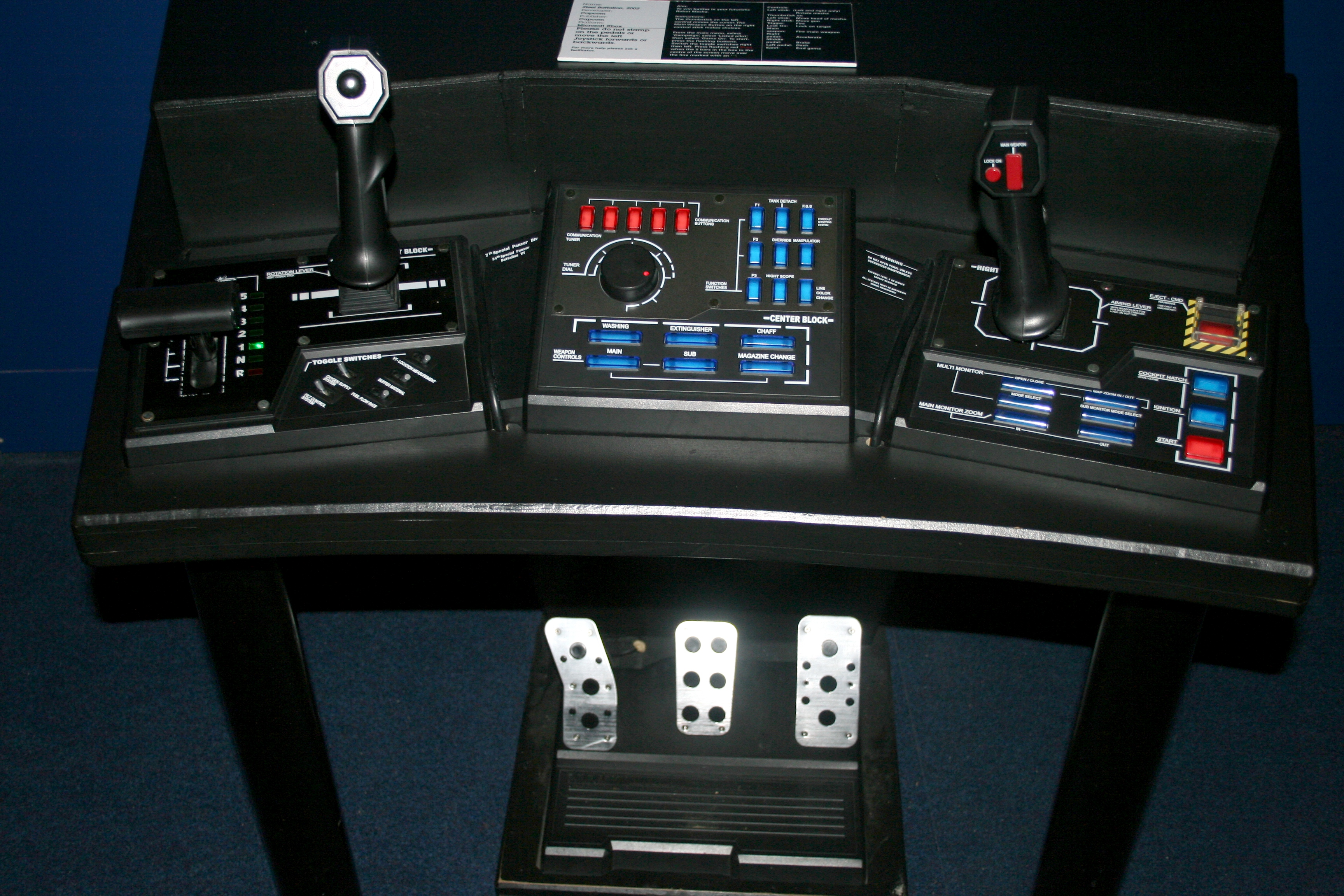
鉄騎専用コントローラー（画像は鉄騎大戦版）

このゲームを象徴するのは、同梱の専用コントローラである。組み上げると奥行き26センチ、横幅88センチにもなる操作パネルにはエイミング（照準）とローテーション（旋回）の2本のスティックと1本のシフトレバー、40個以上のボタンが並び、さらに3つのフットペダルもある。これらのレバーやボタンは全てVTを操縦する上で必要な機能が割り振られている。たとえばコクピットハッチを閉じるスイッチや起動時に使うボタン類やトグルスイッチ、カメラ洗浄用のウィンドウウォッシャーボタン、機体が撃破されたときに使用する緊急脱出装置のボタンまである。
操作面に付随する演出についても、撃墜された際に機体からの脱出が遅れると戦死したものとして扱われセーブデータが消去される、急激な方向転換で機体バランスを崩したら転倒回避操作、もし転倒した場合は起き上がり操作を手動で行う、敵の攻撃によりシステムが停止した場合には再起動の操作を行わなければならない、といった点までリアリティを追求している。
これまでにも『電脳戦機バーチャロン』『アーマード・コア』『ガングリフォン』といった、いわゆる「リアルロボット」の操縦をテーマにしたゲームは多数存在したが、いずれも「操作が複雑にならないように」「標準のコントローラで操縦できるように」など、過度なリアリティよりもゲーム性を重視する方向でシステムデザインがなされている。しかし、本作の場合は「現実にVTという兵器が存在した場合、どのような操縦方法をするのか」というところから出発し、それを実現するのに必要な専用コントローラを新造してソフトに添付するという前代未聞のゲームとなった。アーケードがプラットフォームで難解な操作を要求する同ジャンルの『バトルテック』の影響が強く現れている。
その操作方法は当然のことながら複雑なものとなり、最初のうちはVTを起動させるだけでも練習が必要となる。しかし、そういった操作方法の習得の苦労も本作の魅力の1つであり、苦難の末にVTを意のままに操れるようになった時に、他のゲームでは味わえない楽しさが見えてくる。そして、1人用ソフトである『鉄騎』で磨いた操縦の腕を披露する実戦の場を提供するのが拡張ソフトである『鉄騎大戦』となる。
本作は、19,800円という価格と日本におけるXboxの販売不振によって商業的には成功したとはいえないが、話題性とゲーマーからの注目度は非常に高かった。他のメーカーが全く手をつけようとしなかった新分野を開拓した。
オンライン版である鉄騎大戦のキャンペーンモードはXboxの不振もあり2005年10月1日という短期間で終了した。だが、数こそ少なくなったものの今もなお熱烈なファンたちが、夜な夜な集まってはフリーモードで戦闘を続けている。特に、日本時間の金曜土曜および祝日前夜の22時以降の深夜帯が狙い目とされる。しかしそのフリーモードもアメリカMicrosoftの発表によれば2010年4月15日で旧来のXbox Liveのサービスが終了予定であり、以降はシステムリンクを利用したローカル対戦のみとなる。

## 販売物のセット内容
鉄騎/兵器ボックスのような緑色のパッケージ（鉄騎大戦+鉄騎同梱版/VTイラストの描かれた総天然色パッケージ）
- 鉄騎ゲームディスク（+鉄騎大戦ゲームディスク/2枚組特殊パッケージ）
- VT操縦およびVT小隊/特殊機甲科教範 18-11 ← 事実上の操作マニュアル
- 連結パーツL/Rおよび固定用六角ビス
- 緑ボタンコントローラL/C/R（青ボタンコントローラL/C/R /若干内部が改善されている）
- フットペダル（フットペダル/外観は同じだが内部が改善されている）

## 設定

### 世界観
2080年代。すでに人類の進歩は飽和状態であり、ほとんど現代と変わるところはない。
この時点でも世界最強国はアメリカ合衆国だが、すでにアメリカ主導型の世界戦略は完全な破綻をきたし、往年の指導力は失われていた。
世界は環太平洋機構というつながりで保ちつつも、文化圏の近い国家同士による集合、離散を繰り返し、政治･経済のブロック化による新たな巨大国家連合への道を模索しつつあった。その最中、海市島の首脳部が環太平洋機構からの離脱を宣言と同時に、周囲国家への奇襲を始めたところから物語が始まる。

### VT（Vertical Tank）
直訳するならば、「直立戦車」。VTは世界的軍縮が続く中で、「兵士の絶対数を減らし」ながら、「戦力水準の維持」というジレンマを抱えており、その対策として米国で2045年に極秘プロジェクトとしてスタートした「Basic Vehicle計画」の結実したものである。現実の世界で造れば、このような形になるという意匠の物が多く、開発の経緯などは公式ガイドブックである鉄騎大全が詳しいため、ここでは省略する。

#### 分類
世代区分
VTは便宜上、世代で3つに分類される。
- 第一世代

自動的に偏差射撃を行うF.S.S.（予測射撃モード）と、VTの駆動速リミッターを解除して高い機動性を得るオーバーライドが使用できない。携行するチャフは10セット。コックピット全体はやや古めかしい印象を与える。特に初期に生産された機体の場合は、モニタは白黒画面で表示される。
- 第二世代

コックピットは第一世代よりもデザイン的に洗練されている。メインモニタが第一世代と比較して大きくなり、計器類もモニタを見やすくするための配置がなされている。ステルス機能によりレーダーに表示されなくなった（大戦ではステルス機能は第一世代にもフィードバックされている）。F.S.S.とオーバーライドが実用化されたほか、VTにもよるが誘導兵装を装備することが可能となった。携行するチャフは10セット。起動時に要求される電力レベルが僅かに高くなっている代わりに、大戦では第一、第三世代より僅かに早く起動させることができる。
- 第三世代

コックピットはさらに、近未来的な要素を持つ。メインモニタは、平面9面モニタが連結して巨大な全面モニタを構築するのが大きな特徴。サブモニタは従来通り独立機器として下部に設置しているが、マルチモニタはメインモニタ内(全面モニタ)に機能統合、ウインドウとして表示する。武装計器も同じく独立した機器でなく、メインモニタ内でのウィンドウとして表示。メインモニタにかぶさる機器を極力廃したことで戦場の視認性がさらに向上。第二世代で追加された機能は全て使える。携行するチャフが20セットと多くなっているほか、バッテリーの容量が大きくなっているのが実感できる。
大戦では第一、第二世代の支援/索敵機体に限り、マップを確認しやすいようマルチモニタの配置が違う特殊コックピットが採用されている。ジャララックスシリーズは共通の特殊コックピットが採用されている。
重量区分
VTは重量でも3種類に分類される。
- 軽量級

軽量級は総じて小型であり、空挺降下が可能である（第二次海市島紛争）という特性の代償として、武装や装甲は貧弱という弱点がある。軍港で金網タイル状の足場を渡ることができるのは軽量機のみである。旧型のビッツとその改修型のエムビッツ以外の軽量機は、軽快に戦場を駆け抜けることができる。
- 中量級

中量級は一般的なVTが該当する。軽量級より多少堅く、少しは強力な兵装を装備でき、重量級よりは軽快に操縦することができる。万能ゆえに決定力に欠ける器用貧乏であるともいえる。
- 重量級

重量級は機動性と引き換えに強力な武装を装備が可能となったVTである。耐久力も高く、機動力よりも火力が重視される拠点防衛戦などで真価を発揮する。反面追撃戦や拠点攻略などには向かないとされる。
パイロットの腕や作戦によっては、これらの評価をひっくり返す戦果を挙げることも充分可能である。
特性による区分
機体の特性に合った運用をすることでより良い戦果を期待できる。
- 標準型/突撃型

いわゆる前衛機で、前線を切り拓いたり押し返したりといった役割が求められる。中距離から近距離の武装が多い。前線で戦闘中は敵の支援爆撃に対して無力なため、場合によっては強引に突破してでも敵支援機を無力化したほうが良い場合も少なくない。無印鉄騎では味方のAIが良くないため、クリアを考えるとどうしてもプレイヤーはこの系統に乗らざるを得ない。
- 高速型

ビッツ/エムビッツ以外の軽量機や第三世代の一部が便宜上そう呼ばれる高速型は、他の追随を許さない最高速と高い旋回性能が最大の特徴であり、他者の戦闘現場に増援として急行してこれを助けたり、射程こそ短いものの速射力の高いアサルトライフルを活かして辻斬りのように一撃離脱戦法を仕掛けたり、あるいは高い旋回性能で相手の背面を取ることも可能。直接の戦闘が苦手でも、その速度を活かして味方の小隊まで敵を囮として引っ張ってきたり、電撃的に敵拠点を占拠したりといった作戦行動が可能となる。だが第三世代という例外を除いては総じて耐久力が低く、範囲炸裂の近接信管で確実に装甲を削られると苦しい。
- 支援型

曲射榴弾砲やMLRSなど、中-遠距離から支援爆撃が可能な武器を搭載可能なVTがこれにあたる。一部の例外を除いてトルクが高く、山岳や悪路でも3-4速歩行が可能で、敵に寄られにくい場所から一方的に攻撃することが可能。だが、そんな危険な場所に敵はそうそう寄ってきてはくれないので前衛機の後方1000m程度（大戦）の距離を保ってついていくことも多い。旋回性能はあまり高くなく、至近距離戦闘では火力不足な面は否めない。
- 索敵型

大戦で新たに設けられた区分で、大戦からの新VTシープドッグのことを指す。ステルス機能が第一世代にもフィードバックされた大戦においては、索敵は目視確認と敵機体に反応する照準を振って行うのが基本だが、シープドッグは例外として戦場の全てのアクティブなVT（起動前およびカットオフ/アンブッシュ状態を除く）をレーダーで確認することができる。

#### VTの挙動
前進及び後退
シフトレバーとアクセルペダルを組み合わせて歩行する。
- 前進 1-5速 歩行（大戦では5速がホイールダッシュとなった）
- 後退 歩行

旋回
ローテーションレバーを倒すことで左右に旋回する。停止状態では戦車の超信地旋回のようにその場で角度を変えることもできる。車両とは違い後退時でもレバーを倒したほうを向き続ける。
スライドステップ
スライドステップペダルを踏み込むことで、バッテリーを消費して前後左右の任意の方向へ平行移動することができる。あらかじめOSにプログラミングされた挙動を簡易なショートカット操作で行うもの、という設定になっている。バッテリー残量表示が赤レベル以下だとステップ入力を受け付けない。
- 左右ステップ　その方向へローテーションレバーを倒しながらステップペダルを踏む。
- 前ステップ　ギアが N もしくは 1-5 の状態でローテーションレバーをニュートラルにしてステップを踏む
- 後ステップ　ギアが R の状態でローテーションレバーをニュートラルにしてステップを踏む
- 転倒回避　急旋回中などバランサー限界警告が表示された際にステップを踏むと体勢を立て直し転倒を回避できる。（大戦では効果が非常に薄い）

上半身
兵装が装備されている上半身は照準と連動して左右に振ることができる。戦車の砲塔だけが旋回するようなものと思えばわかりやすい。ロックオン中の対象が側面に回れば上半身はそちらを向く。メインモニタとは連動していない。

## ストーリー

### 第一次海市島紛争
鉄騎/HAI SHI DAO 2080
- 教導師団襲撃事件のM00と、海市島(HAI SHI DAO)紛争本編のM01-M10までの10+1ミッションからなる。
- M00 教導師団壊滅

環太平洋機構軍（Pacific Rim Force）のVTパイロット候補生として訓練を受けることとなったプレイヤーが、教官であるボブ・ナウマン大尉に基地内を案内されている最中、突然の空爆が基地を襲い、2機のVTが基地を蹂躙した。この際教官は足を負傷してしまい、プレイヤーは教官や整備士の制止も振り切り格納庫の次期主力VTディサイダーに飛び乗り、奇襲部隊の撃退に向かった。
- 開戦の経緯

2080　08/02
海市島新政権初代大統領ゴーミット・シン、環太平洋機構からの脱退を宣言。
海市島軍による周囲海域及び近隣諸島への侵攻ないし攻撃をきっかけに、第一次海市島紛争（海市島側は「戦争」と呼ぶ）勃発。
2080　08/18
同月12日、第七特殊機甲師団を軸とした遠征軍を急遽編成。沙萬海岸より環太平洋機構軍による上陸作戦が開始。M00で迎撃に成功したプレイヤーはオスカー小隊3号機として配属。
- 結末

2080　12/20
和平調停で停戦の提案を蹴った海市島陣営の心の砦であった大統領府の破壊、ならびに首都警護師団の壊滅により第一次海市島は終結した。しかし最高責任者ゴーミット・シンの身柄確保には至らず。

### 第二次海市島紛争
鉄騎/HAI SHI DAO 2082
- M11-M23までの13ミッションからなる。途中でA戦闘団ルート/M16-M17、B戦闘団ルート/M18-M19に分岐し、M20から合流するため、実質プレイするミッションは11。
- 開戦の経緯

2082　07/12
1年半潜伏し力を蓄えたゴーミット・シンが再び海市島を混乱に陥れているとの報を受け、再び沙萬海岸より上陸作戦が開始される。
- 結末

2082　**/**
海市島側は和平調停を拒否し、調停委員及び海市島和平派要人を人質とし大統領府に監禁したが、環太平洋機構軍の人質救出作戦が成功。
救出した和平派議員の新政府樹立宣言を受け、和平条約に調印。新政府の依頼を受け、郊外の要塞へ逃亡したゴーミット・シンの身柄の確保に向かう。
2082　12/23
新奉天郊外の要塞に立て籠もったゴーミット・シンとその手勢の熾烈な反抗を受けつつも、要塞の制圧を完了。
環太平洋機構軍はゴーミット・シンの死亡を発表。第二次海市島紛争はここに終結した。
なお、第三次海市島紛争においてゴーミット・シンの死についてPRF発表と注釈をつけてあるのは、M23においてラストで逃走を図るVTOLを破壊できてもできなくてもクリアとなり、PRFがシンの死を発表するからである。

### 第三次海市島紛争
鉄騎大戦/キャンペーンモード（現在プレイ不可）
- 開戦の経緯

ゴーミット・シンの死（PRF発表）をもって第二次海市島紛争が終結して2年―
環太平洋機構による強引な海市島再統治政策は、海市島原住民の反発を招いていた。
さらに環太平洋機構による海市島紛争時の強硬な対応にも他の勢力圏より非難が集まり、ここにきて海市島の戦後統治は頓挫する。
この状況を受けて、環太平洋機構の指導下にあった海市島暫定政権は再度機構からの独立を宣言。
他の勢力圏からの援助を受け、再び環太平洋機構に対し宣戦布告した海市島暫定政権は、PRF駐留軍に対し苛烈な反攻を開始した。
- 参戦勢力
  - PRF/環太平洋機構軍
  - HSD/海市島軍
  - RB/ライトブラザーズ（第3ターンより途中参戦）
  - JAR/傭兵集団ジャララックス（第5ターンより途中参戦）
- 結末

鉄騎大戦公式サイトで第1クールの戦闘結果をもとに記述された「第三次海市島紛争 戦況」という連載企画が一応公式の歴史（環太平洋機構史観）ということになろうかと思われる。「INFORMATION」内の「NEWS 03/05」から「NEWS 04/26」までがそれにあたる。

## 使用条件
ゲーム開始時、最初に乗ることになるVTは第一世代であり、ゲームの進行によって搭乗可能なVTは増えていく。
鉄騎
- PRFのVTはストーリーの進行によって配備請求が可能になるほか、HSD陣営のVTは撃破することで配備請求が可能になる。
- 第三世代は少尉以上の階級でないと配備請求ができない。ただしクェーサーのみ准尉から配備請求が可能。
- レイピアは感状（単一のミッションで戦功ポイント12000達成）×10枚を条件に配備請求が可能となる。
- クェーサーは格納庫に隠してある実験中の機体を発見した上でそのミッションをクリアすると配備請求が可能になる。
- ジュガノートは階級が大佐になると配備請求が可能になる。

鉄騎大戦
- キャンペーンモード
  - 所属陣営で配備請求することで使用することができた。
  - 一部レアマシンは定数まで配備された後、撃破されたぶんが24H経過後の毎時00分に補給所に並んだ。
  - ターンごと、クールごとの一部ランキングの褒章として限定VTを貰うことができた。
  - パイロット間でトレードをすることで機体を融通しあうことができた。
  - 脚部破壊で敵の搭乗VTを鹵獲することができた。
- フリーミッション
  - キャンペーンで保有したことのあるVTが自由に選択できる。
  - アンロックコマンド（鉄騎大戦公式参照）を入力することで全てのVTが自由に選択できるようになった。

## 登場するVT
- 何も注記がないものは鉄騎/鉄騎大戦で使えるVT。
- 敵：無印鉄騎で敵のみが搭乗し、プレイヤーは搭乗できない機体。
- 大：鉄騎大戦から搭乗が可能になった新機体。

### コマツ・ランド・システムズ
傾向
コマツ社製のVTはバランサー性能がありたいへん乗りやすいのだが、基本形のディサイダーおよびプロミネンスが既に絶妙なバランスの上に完成した機体であったため、急遽改造して作られた派生形は調整不足でバランサー性能がかなり落ちる。対VT戦の決定打となるリニアレールガンを他社に先んじて実用化することに成功するも、同時期に研究が進められていた他社製のレールガンと比較すると、威力・射程とも劣る。
ディサイダーシリーズ
- ディサイダー　一-中-標準

WMのファルシオンと環太平洋機構の制式機体を最後まで争った機体で、最終的にはトータルバランスからこちらが採用された。近接格闘兵装プラズマトーチが使えるほか、特に315mm二連ライフル砲が強力で、紛争初期は無類の強さを誇った。後方に向けて放射状に広がる4枚の羽根状のシールドが特徴的。
- ディサイダー ボルキャニック（大）一-中-支援

曲射榴弾砲による支援砲撃の有効性をふまえ、急遽既存のディサイダーを改修することで用意された支援型VT。しかし、極端なバランサー性能低下、他兵装の弱体化など、支払った代償は大きく、それと引き換えに搭載可能な曲射榴弾砲も炸裂範囲が決して広くない。
プロミネンスシリーズ
- プロミネンス M1　二-中-標準

ディサイダーの思想と乗り心地をそのまま受け継いだ万能型VT。無印鉄騎ではM08以降、追加でレールガンおよび増加装甲を装備できる改修型M1-Bが運用されているが、あくまでそれは限定的な例外であり、多くの戦場では通常のM1が使われている。二連ライフル、速射ライフルなどが装備でき、プラズマトーチも搭載できるため中距離から至近距離までの戦闘能力がとくに高い。
- プロミネンス M2（敵・大）二-中-標準

コマツ社独自開発のレールガンと、マルチミサイルポッド内蔵の増加装甲を固定兵装として装備したVT。ただし、その両方を固定兵装として装備しているため、その他の装備に回す余裕はほとんどない。増加装甲は任意でパージすることができ、旋回性能やバランスの向上を図れるものの、マルチミサイルが使えなくなってしまう。
- プロミネンス M3（大）二-中-標準

レールガンとマルチミサイルを運用するにあたって、設計を大幅に見直した機体。M2で失った優位性を取り戻し、なお余りあるパワーアップを遂げている。

### WM
傾向
旋回性能と最高速に優れ、空挺降下能力も備えた軽量型高速機が売りのVT企業。ジャララックスシリーズの販売も行っている。
軽量高速機
高速装填システムの実用化で実現したアサルトライフルが強力だが、射程が短い。機動力の代償として耐久力が極端に低い。旋回性能が高いとはいえ高速域で急旋回すれば転倒してしまう。
- ファルシオン　一-軽-標準

コマツのディサイダーとPRFの制式機体の座を最後まで争った機体。その扱いづらさから制式機体の座を逃すが、アサルトライフルや重機関砲に加え、近距離の火力を補う二連ミサイルポッドなどを装備できる優秀なVT。
- ブレード　二-軽-標準

ファルシオンの思想を受け継ぎ、より強力なアサルトライフル、小型二連誘導ミサイルを搭載できるようになったVT。FSS機能との連携でエイミングに意識をとられることなく操縦のみに気を払いながら攻撃ができるようになった。
- レイピア　二-軽-標準

教導師団の教官用に極僅かが納入されている高速機。ブレードを上回る最高速と旋回性能を持つ。対VT誘導迫撃砲と、相手をカットオフさせる近接格闘兵装スタンロッドを搭載可能だが、かなり癖があり、乗りこなすのは難しい。走り続けることでバランスを取るようなチューニングがされている。
ジャララックスシリーズ
傭兵集団ジャララックスが使用しているジャララックスシリーズは（オクタエーダーのもとで）「相手を畏怖させる力」というコンセプトで開発された重量級のVT。重量級の威圧感と中量級の軽快さを併せ持つが、主兵装が重機関砲をのぞき全て単発なのが玉に瑕。標準的なVTと比較すると若干ながら鈍重であるため、相応の習熟が必要となる。
- ジャララックス N　二-重-標準

ジャララックスシリーズの汎用タイプで、中遠距離向けの兵装が選択できる。
- ジャララックス C　二-重-突撃

掘削用のものを改修して取り付けたカッターブームという近接格闘兵装を固定兵装として持つ。対VT地雷や前面に特化された装甲など、至近距離戦闘に特化したチューニングがされている。
- ジャララックス NS（敵）二-重-標準

ジャララックス部隊の指揮官クラスが搭乗するエース専用モデル。C型をベースにさらに強力な兵装で多くのプレイヤーを戦死や左遷に追い込んだ。無印鉄騎のM07、M17の最深部の部屋に待ち構えている。
- ジャララックス NS-R（大）二-重-標準

NSの改修型。中遠距離で装備できる武装が増えているのが特徴。
- ジャララックス マカーブル（大）二-重-突撃

ただでさえ異質なジャララックスシリーズの中でもとりわけ不気味なシルエットをしたVT。レールガンを搭載することも可能。固定兵装として丸い殻状のシールドバインダーという近接格闘兵装を背負っているが、扱いづらいうえ、非アクティブ時の背負っている状態はVTの弱点である背面を大きくカバーする。

### グッドマン
傾向
射程距離に優れる、曲射榴弾砲による広範囲爆撃が可能など、性能を特化した一芸に秀でるVTを多く開発している。同時に弱点も内包する機体であるということで、それはとくに大戦で顕著なものとなっている。弱点を補うVTとのセット運用で多大な戦果をあげられる。流動的に戦況が変化する戦場で、いかに有利な位置取りを続けられるかが重要。
支援型
高いトルクで不整地もものともせず展開し、アウトレンジから一方的に曲射榴弾砲の雨を降らせることができる。反面、至近距離戦闘はかなり不得手であるため、前線から一歩身を引いた位置取りや、寄られにくい地形、あるいは護衛をつけるなどの対策が必要。
- ボルテクス　一-軽-支援

曲射榴弾砲による支援に特化させたVTで、支援砲撃以外は極端に何もできない。
- メイルストローム　二-中-支援

スカーフェイスを支援型に作り直したようなシルエットの支援型VT。曲射榴弾砲はもとより、さらに広範囲に炸裂するMLRSを搭載可能で、近寄ることも困難である。
スカーフェイスシリーズ
射程に優れるスナイパーライフルを搭載でき、遠距離で一方的に攻撃できるほか、中距離でも滑腔砲で先手を取れる優秀なVT。若干旋回性能で劣るため近距離は苦手。副兵装は同クラスの他のVTよりマシなものが積める。
- スカーフェイス　一-中-標準

ボルテクスの脚を流用しシールドをつけたような下半身に、前方に放射状に広がる4枚のシールドの上半身が特徴的なVT。長距離ではスナイパーライフル、中距離では滑腔砲や無反動砲が使える。
- スカーフェイス A1　一-軽-標準

脚部シールド2/2と肩のシールド2/4を取り外し、軽量化に成功したスカーフェイス。耐久力、積載量と引き換えにして、速度及び旋回性能が極端に向上しており、対ファルシオンでも有利に戦える。積載量も低下しているため、スナイパーライフルを携行すると他の武器にあまり容量を割けない。
- スカーフェイス II　二-中-標準

スカーフェイスの思想を受け継ぎながら、設計を大幅に見直した新型スカーフェイス。さらに大口径の武装を選択できるようになった。
前衛型
- ガーパイク（大）二-中-突撃

スカーフェイスIIの派生系ではあるが、遠距離を棄て、グッドマン製VTが苦手とする近距離戦闘能力に特化して開発されたVT。近接格闘兵装としてバングニードルを腰部分に固定兵装として持つほか、アサルトライフル砲や重機関砲、対VT地雷など、近距離向けの武装を搭載可能。

### ライカミング・ディフェンス・システムズ
傾向
初めてVTの実用化に成功したVT企業の元祖。開戦当初は相対的に旧型となってしまったビッツを提供するのみだったが、中盤から終盤にかけて高性能なVTを次々と提供してきた。
ビッツ系
VT開発競争が激化したことにより、相対的に既に旧式の部類に入るVT。射程が足りず、近距離戦闘を強いられるが、それに耐えられる耐久力もない。通称、鉄の棺桶。
- ビッツ　一-軽-標準

単発の270mmライフル砲、無反動砲、重機関砲を搭載可能な小柄なVT。無印鉄騎ではある特徴を持っている。
- エムビッツ　一-軽-標準

武装はそのままだが、装甲板の追加で耐久力と最大積載量が若干向上しているモデル。だが、鉄の棺桶の異名を払拭するには到らなかった。
リーガルドレスシリーズ
クェーサーの実験結果をフィードバックしながら第三世代の量産化をというコンセプトで作られたVT。
- リーガルドレス N　三-中-標準

汎用型リーガルドレス。スカーフェイスが積んでいたスナイパーライフルを搭載可能で、いわばスカーフェイスIIIのような存在。
- リーガルドレス A　三-中-支援

支援型リーガルドレス。曲射榴弾砲やMLRSを搭載可能な、いわばメイルストロームIIのような存在。
ハイエンドモデル
重装甲と高機動の両立をコンセプトに組み上げられたハイエンドモデル。
- クェーサー　三-中-標準

南彊工廠でテストが行われていた実験機。未完成ゆえに若干バランサーに不安があるものの、操縦技術で充分補える範囲であり、高い機動性を誇る。工廠襲撃作戦後接収され、PRF陣営で運用されることとなる。装弾数で劣るものの威力で勝るレールガンを装備することができる。
- ジュガノート　三-中-標準

クェーサーのテスト結果を元に完成された究極のVT。文句なしに最高のVTといえる。
イングルウッド工場の失敗作?
- ビヒモス　二-重-支援

巨大で無骨なシルエットの重量級支援機。大口径の曲射榴弾砲と高威力のMLRSで敵VTを焼き尽くす。機動性は低く、回避よりも耐久力で凌ぐという思想で、いくら撃ってもなかなか沈まず、手間取るうちに燃え尽きるか、増援が駆けつけてしまう。拠点防衛などに真価を発揮するが、侵攻作戦には向かない。第三次海市島紛争では駆動系が見直された改修型が実戦投入され、敵対陣営を震え上がらせた。
- ディー・キューブド・アイ（敵）？-超-？？

第二次海市島紛争終結直前、新奉天郊外の軍事基地に立て籠もったゴーミット・シンを逃がす時間稼ぎのために、首都警護師団長の賈錫龍少将が搭乗した巨大な機動砲。厳密にはVTではない。対象の電子機器を狂わせ、カットオフ状態にしてしまうガウス砲や、近接格闘兵装としてバングニードル、そして山ほどの砲を搭載している。

### ライトブラザーズ
傾向
VT企業ではない。弱小新興勢力にすぎないライトブラザーズが、低予算で高い効果を挙げるゲリラ戦に必要な能力（中近距離の戦闘力、マーカーランチャー等）に特化して開発したVTが揃っている。
コルト系
ビッツ系の近距離戦闘能力に目をつけ、発展させたVT。中長距離の火力は皆無だが、敵をレーダーに表示できるマーカーランチャーを搭載できる。ゲリラ戦で有利な位置取り、あるいは連携で数の優位を作るために役立つ。また、高いトルクも特徴で、不整地での加減速がスムーズに行える。
- コルト（大）一-中-標準

ビッツ同様の武装に加え、敵の位置を知るためのマーカーランチャー、近距離火力を補う二連ミサイルポッドを搭載できる。
- コルト・エグゼクティブ（大）一-中-標準

コルトの指揮官機で、装甲を加え若干ながら耐久力が向上している。より射程の長い315mm滑腔砲と、より火力の大きい三連グレネードを搭載可能になった。角付き。
- イエロー・ジャケット（大）二-中-標準

コルトの思想を受け継いだ高トルクが自慢の第二世代VT。中遠距離の武装はあいかわらず皆無だが、近距離火力は二連ライフル砲を採用することでさらに向上した。
索敵型
- シープドッグ（大）二-軽-索敵

細身の骨格のみで構成された貧弱な機体は、見た目に違わず脆い。特殊なレーダーを搭載しており、ステルス能力が第一世代にもフィードバックされた鉄騎大戦において、例外的にフィールド上のアクティブなVTをすべてレーダー表示が可能という特徴を持つ。また、固定兵装としてM-2に搭載されているピーピングスピアを展開することで、有効射程2000m以内のロックオン対象にロックオン警告表示を表示させぬまま、ロックオン対象を味方全員のレーダーに転送表示させることが可能。同時に対象VTと交信中のVTとの無線を傍受できる。戦闘は苦手だがトルクも最高速も旋回性能も高く、攻撃力の低い高速機と認知しての運用が望ましい。

### オクタエーダー
傾向
新興のVTメーカーではあるが、実はジャララックスシリーズの開発元であり、重量級VT開発の実績はあるはずなのだが、オクタエーダー社ブランドで開発されたVTは、トータルではかなり扱いづらいものとなってしまった。
- ズィーゲスツーク（大）二-重-突撃

ジャララックスシリーズの開発で得たノウハウをつぎ込んで開発された、自社ブランドでの初参入VT。主兵装には三連速射ライフルを積むことも可能。固定兵装に近接格闘兵装のシールドバインダーを背負っており、約1/3のパーツが背面をカバーする。前面展開時は四角いシールドにすっかり隠れてしまい、そのまま突撃して敵の装甲をがりがりと削るが、主兵装が使えなくなる。
- アースシェイカー（大）三-重-標準

予算度外視でつぎ込める最高峰の技術の粋を可能な限り詰め込んだ結果誕生した、狂気の塊のようなVT。第二次海市島紛争時ディー・キューブド・アイが搭載していたガウス砲を、二足歩行のVTに無理矢理搭載している。レールガンも搭載可能で、ビヒモスをさらに上回る耐久力を誇る。

## 関連商品等
公式グッズ
- フィギュア
  - CAPCOM Figure Collection 鉄騎

5種（ビッツ、ディサイダー、ジャララックスN、ジャララックスC、クェーサー）×3色の15種類だが、東京ゲームショウで先行販売された限定カラー（赤単色）が存在する。ボックスで購入すると色はともかく種類は5種類*2で揃うという噂もある。海外ではブリスターパック形式で販売された。
- 公式ガイドブック
  - 双葉社CAPCOM完璧攻略シリーズ33 鉄騎大全

2080年代という架空の未来により深く没入するための手引書として作られた設定補完資料として読む本。特に、第一章：History、第二章：Arms、第三章：Missionまでは2082年（第二次海市島紛争終結）以降に書かれた出版物、というスタンスに基づいて製作されているため、ほぼ全ての記述が過去形となっている。
第三次海市島紛争が第二次海市島紛争（M23が2082年12月23日夕刻～深夜）+2年ということで2084年2月26日開戦ということになるなら、これは2083年に書かれた環太平洋機構史観の海市島紛争（第一次、第二次）の記録であると言える。攻略はとあるパイロットの戦闘記録ということになっている。
ジャララックスシリーズがその異質なフォルムから、販売こそWMであるものの開発は別会社なのではと疑う記述があるが、後にズィーゲスツーク、そしてアースシェイカーを開発する新興VT企業オクタエーダーが深く関わっていることがヌードメーカーの雑記で明かされた（ズィーゲスツークの脚部構造、足音、ステップ音、起き上がりのパターンはジャララックスと同じである）。
- コックピット
  - M-S-Y 武者震 MS-008 STEEL ARMOR SIM

既に販売されていた MS-001 DRIVING SIM に、鉄騎コントローラ対応のプレート（MS-005）を追加したパッケージで、椅子の後部に鉄騎ロゴの刻印入りプレートが溶接されている。現在はさらにフライトシムパーツを追加したパッケージ（MS-009）が販売されているが、これには鉄騎ロゴ入りプレートはない。
- 特殊ヘッドフォン
  - PROTOTYPE TYPE00-G VT TANKER'S MET

鉄騎大戦プレイ時に使用するXBOXボイスコミュニケータが片耳にしかなく、装着してしまうと通常の鉄騎大戦のサウンドが外部スピーカーからのみ出力という点に着目して作られた、ヘッドホン（+ボイスコミュニケータ）内蔵ヘルメット。ステレオサウンド+XBOX Live機能（モノラルスピーカー+マイク）だが、サラウンド5.1ch機能は未実装。
その他、ゲーム内のVT企業ロゴの入ったリストバンド、社章、部隊章などが作られ、カプコンのオンラインショップで販売された。
準公式グッズ　戦場へご招待キャンペーン
MSの用意した販促キャンペーンとして行われた懸賞「鉄騎大戦 戦場へご招待キャンペーン」で、鉄騎大戦を究極まで堪能できる環境を、ということで用意された A賞：「鉄騎夢想空間」が当たる！ の賞品。
宮村優子、小倉優子の参加した2004年2月16日の六本木ヴェルファーレでの発売直前イベントでお披露目された。
この発売記念イベントには B賞：「特別精鋭連合軍」 の一員になれる! の当選者12名のユーザーが招待され、二人の優子の陣営に3名ずつ別れて4対4の対戦が2回行われた。一回戦は宮村優子陣営の勝利、二回戦は小倉優子陣営が勝利した。
なお、宮村はこのイベントのインタビューで9月に母親になること、3月にもスタントマンの関隆行と結婚すること、いわゆるできちゃった結婚であることを発表し、周囲を驚かせた。
- PROTOTYPE TYPE-00

各種ゲームイベントなどで使われるなどの実績を持つ1/1コックピット。カラーバリエーションの究極系として、SHAKINモデルのMarkIIも発売された。
- YAMAHA AVITECS （鉄騎夢想空間）

家庭用の個人用小型防音室。広さは約1.5畳と狭いが、個人で回りに迷惑をかけずに大音量を楽しむことができる。賞品として提供されたものは無印鉄騎のパッケージを模した外見をしており、内部もコックピット内部を模したデザインになっていたらしい。その豪華さから、プロデューサーの稲葉敦志も「こんな環境でプレイできるなんて……! と絶句する凄さですね。僕も欲しい!」「防音がしっかりしていて、もらえるユーザーがうらやましい」と漏らしたという。